# Průmyslová zóna Holešov
Strategická průmyslová zóna Holešov je průmyslová zóna nacházející se v katastru měst Holešov, Všetuly, Zahnašovice a Třebětice v okrese Kroměříž ve Zlínském kraji. Jedná se o jednu z největších rozvojových ploch na území České republiky. Disponuje infrastrukturní vybaveností a je připravena pro výstavbu a realizaci investičních záměrů v oblastech zpracovatelského průmyslu, vědy, výzkumu a strategických služeb.
Zóna má celkovou rozlohu 360 ha, z toho plocha 190 ha je určena pro záměry investorů, zbytek zabírá infrastruktura atd.
Strategická průmyslová zóna Holešov se stala středem pozornosti díky sporu s místními obyvateli a díky tomu, že více než 10 let po dokončení základní infrastruktury je téměř neobsazená.

## Důvody vzniku Strategické průmyslové zóny Holešov
Strategická průmyslová zóna Holešov vznikla na lokalitě bývalého letiště Holešov a přilehlých pozemcích za účelem vzniku nových podnikatelských příležitostí. Je projektem Zlínského kraje za účasti Ministerstva průmyslu a obchodu a Agentury pro podporu podnikání a investic CzechInvest.
Zóna je po celou dobu plně připravena pro vstup nových investorů – zejména díky zřízení infrastruktury. Dlouhodobým záměrem vybudování takto rozsáhlé průmyslové oblasti byly zejména aspekty rozvoje zaměstnanosti a konkurenceschopnosti nejen na Kroměřížsku, ale i v rámci celého Zlínského kraje.

## Strategické průmyslové zóny
Strategické průmyslové zóny jsou strategickými projekty v oblasti průmyslových nemovitostí. Jejich minimální výměra je 200 ha nebo 100 ha, pokud vznikají v oblasti bývalých průmyslových zón, tedy tzv. brownfieldů. Strategické průmyslové zóny jsou zpravidla určeny vážnějším a významnějším investorům, kteří přináší větší investice, ale i určitý počet pracovních míst. Po roce 2003 kromě Holešova vznikly ještě další čtyři průmyslové zóny – Ovčáry na Kolínsku, Mošnov na Ostravsku, Joseph na Mostecku a Triangle na Žatecku.

## Vznik Strategické průmyslové zóny Holešov
O vybudování zóny rozhodlo zastupitelstvo Zlínského kraje v roce 2003. Její výstavba začala v roce 2008 a základní infrastruktura zóny byla dostavěna roku 2009. Kromě asfaltových silničních komunikací a inženýrských sítí zde byla vybudována také železniční vlečka. V rámci areálu od roku 2012 funguje také Technologický park Progress, který slouží jako podnikatelský inkubátor. Zóna byla vystavěna na místě bývalého letiště, ale i přesto leží třetina zóny na zemědělské půdě. Navíc se pod areálem vyskytují zásoby pitné vody. Kvůli možnému riziku ohrožení životního prostředí nesmí v zóně působit firmy zabývající se chemickým průmyslem, těžkým strojírenstvím a zpracováním primárních surovin.
Veškerá aktuální i plánovaná výstavba ve Strategické průmyslové zóně Holešov proto podléhá přísné kontrole, díky které mají lidé žijící v bezprostřední blízkosti jistotu etického a ekologicky nezávadného způsobu podnikání všech vstupujících firem. Ty tak svými výrobními aktivitami nijak neohrožují okolní prostředí ani životní prostředí obecně.

## Ekologické spory
Proti Strategické průmyslové zóně Holešov působila tři občanská sdružení: Za zdravé a krásné Holešovsko, Ohnica a Egeria. Hlavním tématem sporů jsou zdroje pitné vody pro zhruba 28 tisíc obyvatel, které se nacházejí pod průmyslovou zónou. Kromě pitné vody nebyla při výstavbě dle sdružení brána do úvahy ani kvalitní zemědělská půda, která se v této oblasti nachází. Místním obyvatelům a ekologickým aktivistům vadí i to, že doposud nebyla splněna opatření určená pro ochranu životního prostředí.

## Výhody pro investory
Jednou z mnoha výhod Strategické průmyslové zóny Holešov je její teoretické umístění mimo povodňové oblasti, od obytných částí je pak oddělena protihlukovým zemním valem, biocentrem a biokoridory.
Pro investory je zde připravena potřebná infrastruktura, jsou zde také přivedeny inženýrské sítě. Odpadní vody jsou pak následně odváděny na jednu z nejmodernějších čistíren v České republice prostřednictvím přivaděče s čerpací stanicí.

## Omezení pro investory
Jedním z hlavních důvodů, proč je Strategická průmyslová zóna Holešov dodnes plně neobsazena, jsou mnohá omezení pro investory týkající se právě zdrojů pitné vody. V této oblasti nemohou působit firmy z oblasti chemického průmyslu a těžkého strojírenství. Pro každou stavbu musí mít investor zpracován hydrogeologický posudek a pro velké záměry také dokumentaci EIA. Cílem těchto dokumentů je určit vliv projektu na podzemní vody a životní prostředí. Poslední omezení se týkají výšky staveb a podílu zelených ploch, jejichž cílem je zachovat vzhled krajiny.
Strategická průmyslová zóna Holešov si tak poměrně důsledně určuje, které firmy budou její součástí, což je ale vzhledem k obavám o spodní vody a kvalitu zemědělské půdy pouze pozitivum – její součástí tak mohou být pouze firmy, které svým podnikáním nijak neznečišťují okolní krajinu a životní prostředí obecně.
Za nebývale úspěšný proto představenstvo zóny považovalo rok 2022, když čtyři nové firmy obsadily další 2% rozlohy zóny.

## Dopravní provázanost
Za hlavní důvod neúspěchu průmyslové zóny Holešov je považováno její špatné dopravní napojení. Existuje projekt stavby dálnice D49 (původně prodloužení dálnice D1), jeho realizace však byla opakovaně odkládána.
Od postavení dálnice D49 se očekává, že významně ulehčí dopravě ve městech Zlín, Otrokovice, Holešov i Hulín a bude lépe odpovídat dynamicky se rozvíjejícím přepravním potřebám regionu, včetně obslužnosti průmyslové zóny. Do provozu byla dálnice uvedena až v prosinci 2024, prozatím v omezeném režimu.

## Společnosti ve Strategické průmyslové zóně Holešov
- Industry Servis ZK, a.s. – společnost vlastněná Zlínským krajem, v podstatě správce průmyslové zóny[14]

- Český hydrometeorologický ústav – meteorologická stanice působí v místě nepřetržitě od zprovoznění civilního letiště v roce 1953[15]

- Pokart spol. s r.o.

- Pozemní stavitelství Zlín a.s.

- E.ON Distribuce a.s.[7]
- Hasičský záchranný sbor Zlínského kraje, ÚO Kroměříž – stanice Holešov